# Jan van Os
Jan van Os (23. února 1744 Middelharnis – 7. února 1808 Haag) byl nizozemský malíř, jeden z nejlepších představitelů nizozemské malby zátiší v 18. století. Měl rozvětvenou uměleckou rodinu a jeho synové Pieter (1776-1839) a Grigorius (1782-1861) se stali vynikajícími představiteli tohoto žánru. Osovy malby jsou umělecky na velmi vysoké úrovni. Připomínají obrazy ještě známějšího Jana van Huysuma, či Rachel Ruyschové. Os výborně kombinoval např. antické vázy s girlandami či ovocem a zeleninou. Také vytvářel nezvyklá seskupení, jako např. na Zátiší s ananasem (1777).
Os zemřel v Haagu v roce 1808.

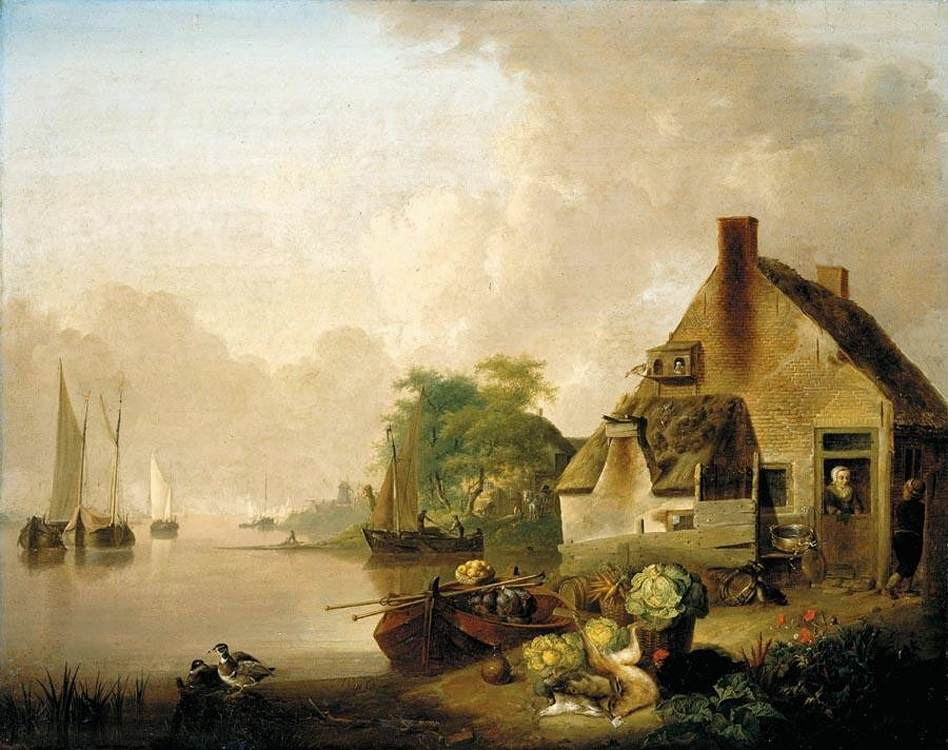
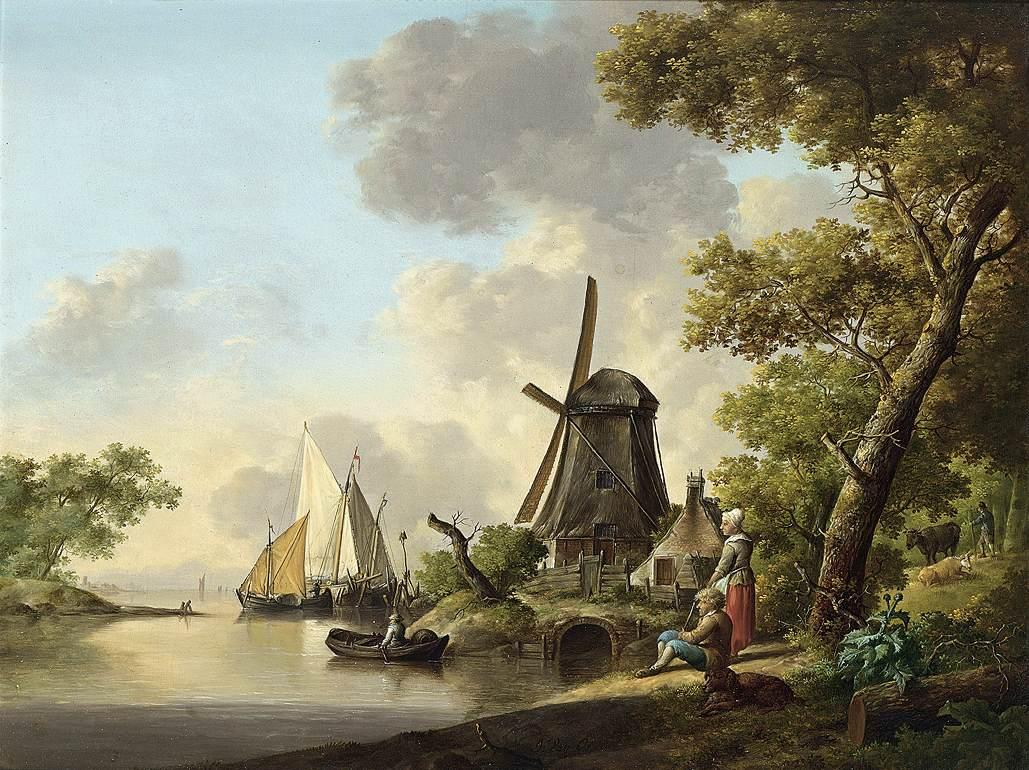
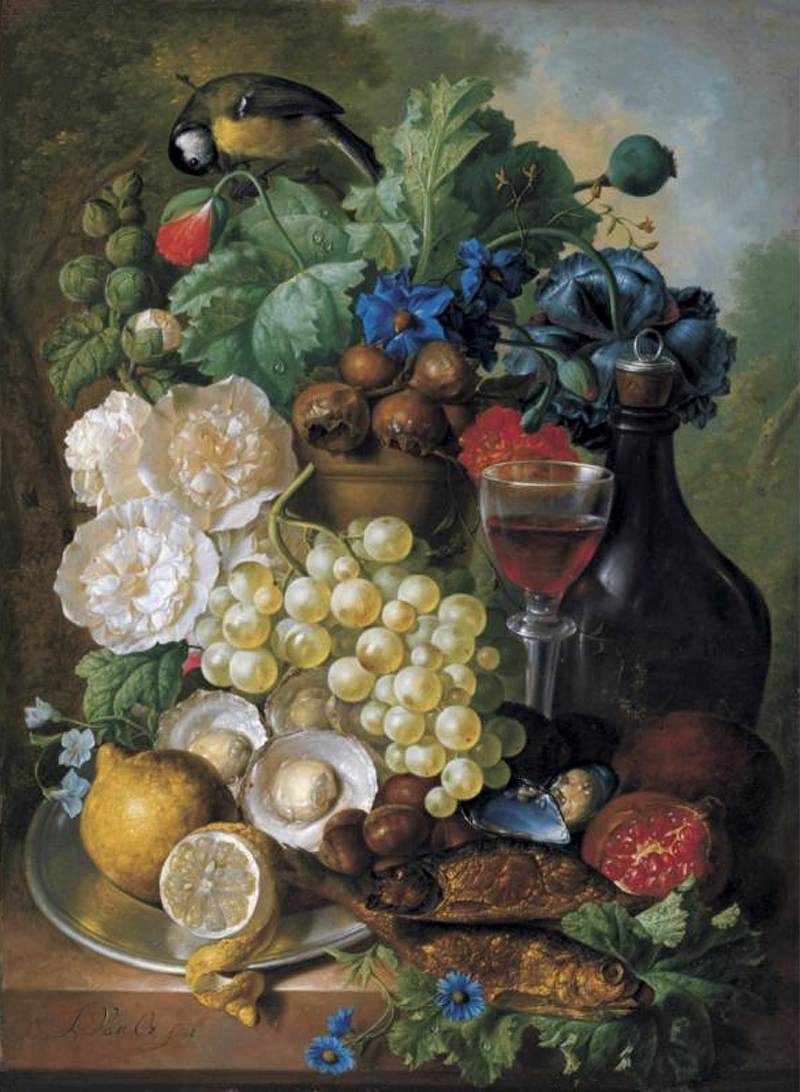
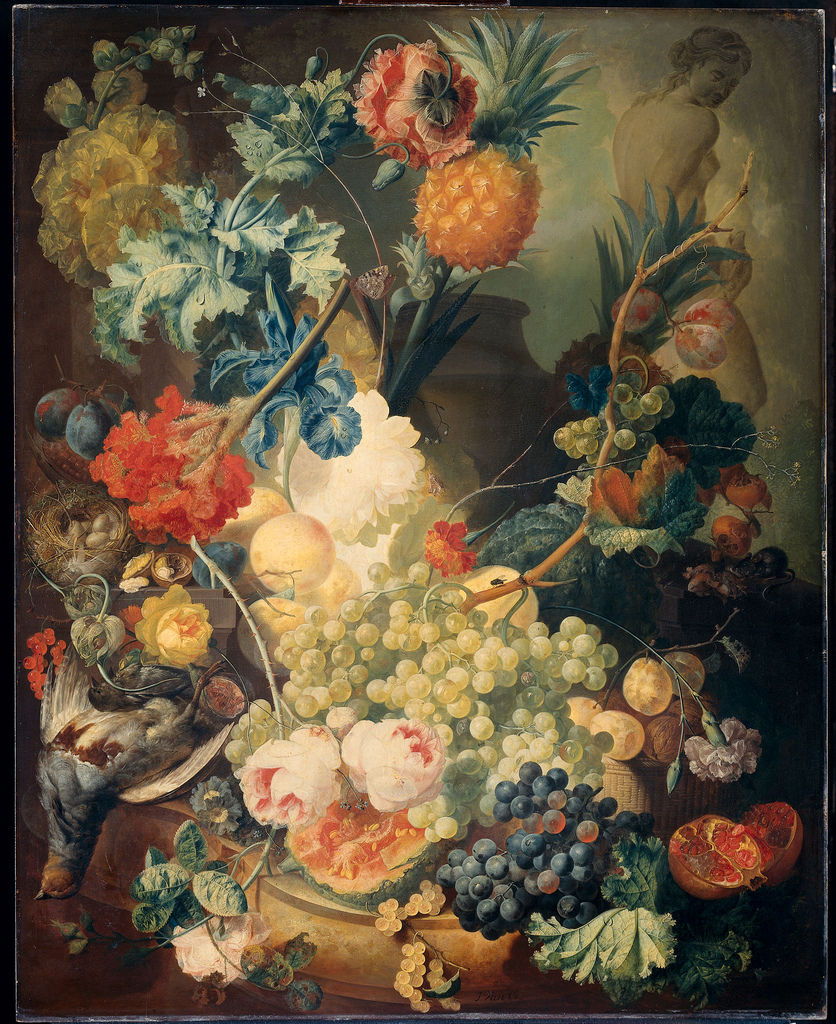
Zátiší s květinami, ovocem a drůbeží